# Peter Svetina (pisatelj)
Peter Svetina, slovenski pisatelj, pesnik, prevajalec, literarni zgodovinar, * 19. julij 1970, Ljubljana.

## Življenje
Po mami Marinki je Idrijčan. V Ljubljani je obiskoval Osnovno šolo Valentina Vodnika. Od 1985 do 1989 je obiskoval Srednjo šolo za družboslovje in splošno kulturo Vide Janežič, sedanjo Gimnazijo Poljane. Po končani srednji šoli je sprva  študiral medicino na Medicinski fakulteti, nato je nadaljeval študij na Filozofski fakulteti. Leta 1995 je diplomiral iz slovenistike, magistriral leta 1999 in doktoriral leta 2001 iz starejše slovenske poezije.

## Delo
Prvo delo, ki ga je objavil, je slikanica O mrožku, ki si ni hotel striči nohtov. Kmalu je po knjigi nastala tudi lutkovna igra. Leta 2003 se je mrožek zopet pojavil v delu Mrožek, dobi očala.
Izdal je tudi naslednje knjige za otroke in mladino: Lila mesto (1999), Vidov angel (2000), Goske, psički in oslički (2001), Skrivnost mlečne čokolade (2002), Klobuk gospoda Konstantina (2007), Ringaraja (2009), Antonov cirkus (2009), Modrost nilskih konjev (2010), Kako je Jaromir iskal srečo (2010), pesniški zbirki Mimosvet (2001) in Pesmi iz pralnega stroja (2006), mladinski roman Škržati umolknejo opolnoči (2005) ter otroška/mladinska dektektivka Usodne platnice (2001).
Leta 2001 je izšla tudi pesniška zbirka za odrasle Kavarna v prvem nadstropju, leta 2011 druga pesniška zbirka za odrasle Počasno popoldne in 2019 zbirka Poročilo o Jasperju Krullu.
V lutkovne igre so bile prirejene tudi Mrožek dobi očala, Klobuk gospoda Konstantina in Kako je Jaromir iskal srečo. Nekaj pesmi in zgodb je prevedenih tudi v tuje jezike: angleščino, nemščino, in korejščino.
Ob pisanju za otroke in mladino piše strokovne in znanstvene članke o starejši slovenski in mladinski književnosti, o kriminalkah in romanih. Ukvarja se tudi s prevajanjem iz angleškega, češkega, nemškega, in hrvaškega jezika in uredniškim delom (Neža Maurer: Velik sončen dan), sodeluje pa tudi na različnih simpozijih, urejanju zbornikov ter pri pripravil beril za pouk književnosti v osnovnih šolah.

## Nagrade
- 2001 – nagrada slovenskega knjižnega sejma za pesniško zbirko Kavarna v prvem nadstropju
- 2008 – nagrada za izvirno slovensko slikanico, za slikanico Klobuk gospoda Konstantina
- 2013 – nagrada večernica za najboljše mladinsko delo za slikanico Ropotarna
- 2016 – nagrada večernica za najboljše mladinsko delo Kako zorijo ježevci
- 2016 – IBBY častna lista za knjigo Ropotarna
- 2017 – Levstikova nagrada za knjigo Molitvice s stopnic
- 2018 – nagrada večernica za pesniško zbirko Molitvice s stopnic
- 2018, 2020, 2022 – nominiranec za Andersenovo nagrado (na predlog Slovenske sekcije IBBY)

### Poezija za mladino
- Mimosvet (2001) (COBISS)
- Pesmi iz pralnega stroja (2006) (COBISS)

### Poezija za odrasle
- Kavarna v prvem nadstropju (2001) (COBISS)
- Počasno popoldne (2011) (COBISS)
- Poročilo o Jasperju Krullu (2018)

### Dela za mladino
- O mrožku, ki si ni hotel striči nohtov (1999) (COBISS)
- Lila mesto (1999) (COBISS)
- Vidov angel (2000)  (COBISS)
- Goske, psički in oslički (2001) (COBISS)
- Usodne platnice (2001) (COBISS)
- Skrivnost mlečne čokolade (2002) (COBISS)
- Mrožek dobi očala (2003) (COBISS)
- Cicido, ciciban, dober dan (2004) (COBISS)
- Bada kokkirineun sontop kkakkiga siltaeyo (2005) (COBISS)
- Pada k`okkiri ka an'gyong ul ssossoyo (2005) (COBISS)
- Škržati umolknejo opolnoči (2005) (COBISS)
- Das kleine Walross bekommt eine Brille = Mrožek dobi očala (2005) (COBISS)
- Das kleine Walross lässt sich nicht die Nägel schneiden = O mrožku, ki si ni hotel striči nohtov (2006) (COBISS)
- Klobuk gospoda Konstantina (2007) (COBISS)
- Der Hut des Herrn Konstantin = Klobuk gospoda Konstantina (2008) (COBISS)
- Antonov cirkus (2008) (COBISS)
- Ringaraja (2009) (COBISS)
- Modrost nilskih konjev (2010) (COBISS)
- Kako je Jaromir iskal srečo (2010) (COBISS)
- Krušno mesto = Bread town (2023)

### Prevodi
- Amarilis (1998) (COBISS)
- Čudežni žep (2000) (COBISS)
- Vasko Popa (2001) (COBISS)
- Divji konj (2002) (COBISS)
- Vesele prigode mačka Franeta (2002) (COBISS)
- Zakaj sem vam lagala (2003) (COBISS)
- Molitvice (2006) (COBISS)
- Konstantin na bazenu (2009) (COBISS)

### Uredniška dela
- Veter davnih vrtnic (1993) (COBISS)
- Haiku v kovčku (1999) (COBISS)
- Rega rega reg kvak kvak (1999) (COBISS)
- Velik sončen dan (2000) (COBISS)
- Nasmeh pod solzami (2003) (COBISS)
- Hiša sanja (2004) (COBISS)
- Od lubezni in vesela (2006) (COBISS)

### Berila in učbeniki (soavtor)
- Svet iz besed 5. Berilo za 5. razred devetletne osnovne šole (2007) (COBISS)
- Svet iz besed 6. Berilo za 6. razred devetletne osnovne šole (2007) (COBISS)
- Svet iz besed 7. Berilo za 7. razred devetletne osnovne šole (2007) (COBISS)
- Svet iz besed 8. Berilo za 8. razred devetletne osnovne šole (2007) (COBISS)
- Svet iz besed 9. Berilo za 9. razred devetletne osnovne šole (2007) (COBISS)
- Svet iz besed 5. Berilo za 5. razred devetletne osnovne šole (2008) (COBISS)
- Svet iz besed 6. Berilo za 6. razred devetletne osnovne šole (2008) (COBISS)
- Svet iz besed 7. Berilo za 7. razred devetletne osnovne šole (2008) (COBISS)
- Svet iz besed 6. Berilo za 6. razred devetletne osnovne šole (2009) (COBISS)
- Svet iz besed 8. Berilo za 8. razred devetletne osnovne šole (2009) (COBISS)
- Svet iz besed 7. Berilo za 7. razred devetletne osnovne šole (2010) (COBISS)

### Ostala dela
- O dvodelnosti Prešernovega soneta (diplomsko delo, 1995) (COBISS)
- Silabični verz v starejši slovenski poeziji (magistrsko delo, 1997) (COBISS)
- Kitične oblike v starejši slovenski posvetni verzifikaciji (doktorska disertacija, 2000) (COBISS)
- Kitične oblike v starejši slovenski posvetni poeziji (2007) (COBISS)
- Metuljčki in mehaniki: slovenska mladinska književnost med meščanstvom in socializmom (Mladinska knjiga, zbirka Kultura, 2019)
- Kako pisati, 2025